# Dekanat Komarówka Podlaska
Dekanat Komarówka Podlaska – jeden z 25 dekanatów w rzymskokatolickiej diecezji siedleckiej.

## Parafie
W skład dekanatu wchodzi 10 parafii.
- parafia Niepokalanego Poczęcia NMP – Drelów
- parafia św. Jozafata – Gęś
- parafia Nawiedzenia NMP, Sanktuarium Maryjne – Kolembrody
- parafia Najświętszego Serca Pana Jezusa – Komarówka Podlaska
- parafia św. Stanisława – Ostrówki
- parafia Opieki NMP – Przegaliny Duże
- parafia św. Mikołaja – Radcze
- parafia Przemienienia Pańskiego – Rudno
- parafia Narodzenia NMP – Szóstka
- parafia św. Michała Archanioła – Witoroż

Według danych zgromadzonych przez Kurię Diecezji Siedleckiej dekanat liczy 11883 wiernych.

## Sąsiednie dekanaty
Biała Podlaska – Południe, Biała Podlaska – Północ, Komarówka Podlaska, Łosice, Międzyrzec Podlaski, Radzyń Podlaski